# Pachylia ficus
Pachylia ficus là một loài bướm đêm thuộc họ Sphingidae. Nó sống ở miền bắc tip của Nam Mỹ in Uruguay through Trung Mỹ tới miền nam tip của Hoa Kỳ straying into Arizona và Texas.
Sải cánh dài 4+3⁄8–5+1⁄2 inch (110–140 mm), với cánh màu nâu cam. Mỗi năm loài này có vài thế hệ in the tropics, peninsular Florida và miền nam Texas. Con trưởng thành bay vào tháng 2, tháng 9 và tháng 11 in Brazil và vào tháng 6 in Panama. The adults feed on the nectar of various flowers, bao gồm Asystasia gangetica.
Ấu trùng ăn Ficus aurea, Ficus carica, Ficus microcarpa, Ficus religiosa, Ficus pumila, Ficus gamelleira, Ficus prinoides, Ficus pumila và Artocarpus integrifolia. 

## Hình ảnh

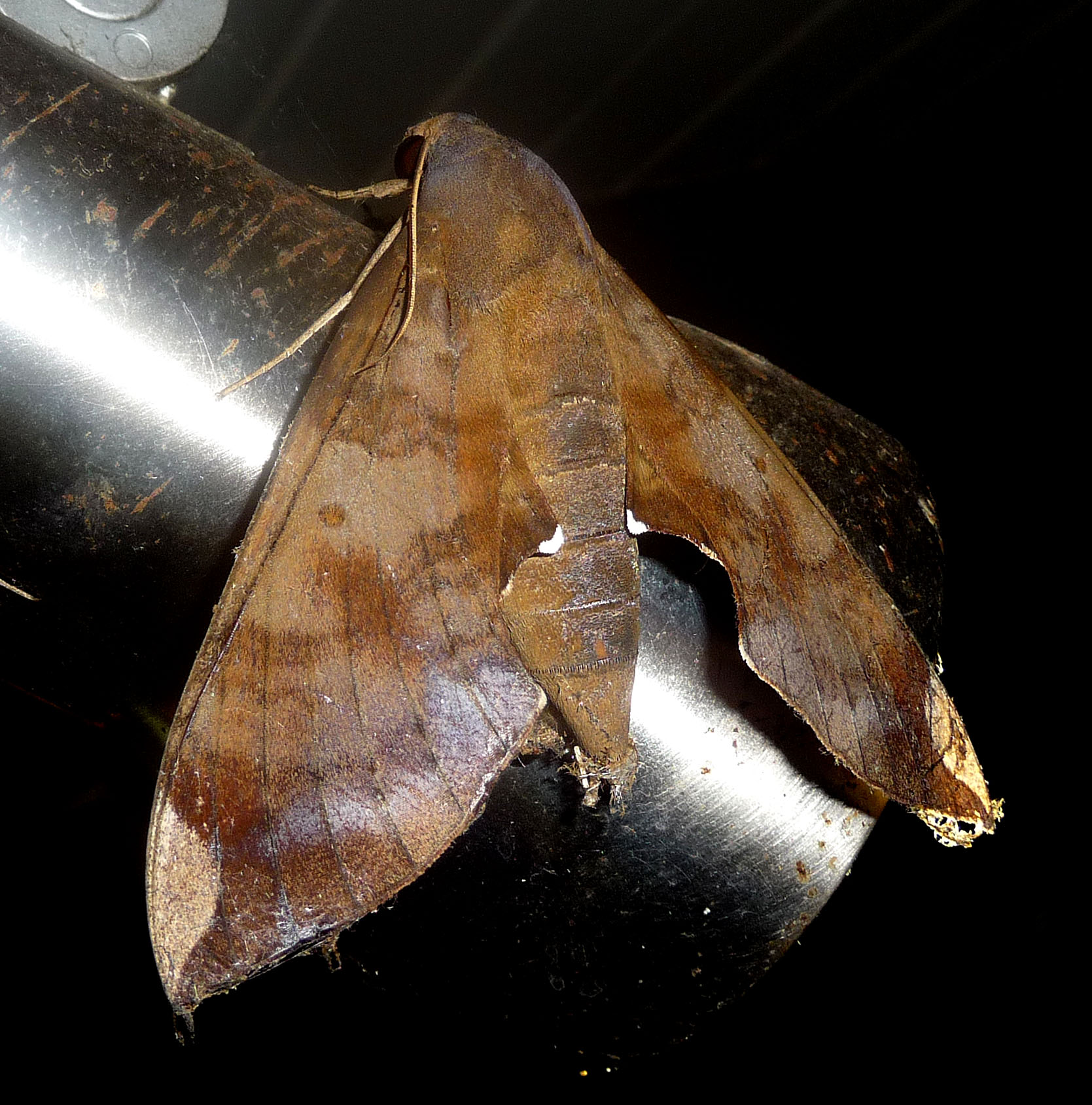
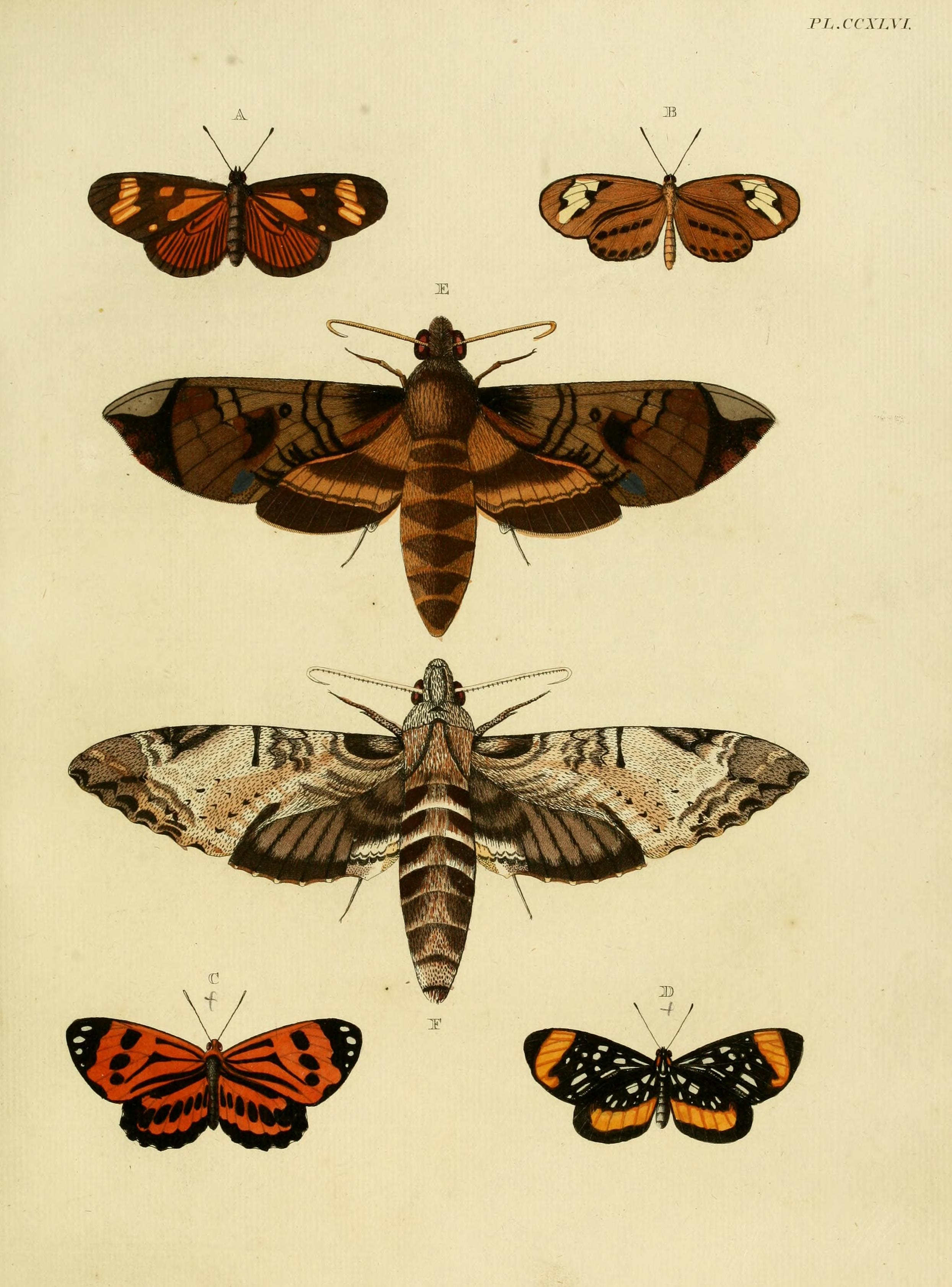
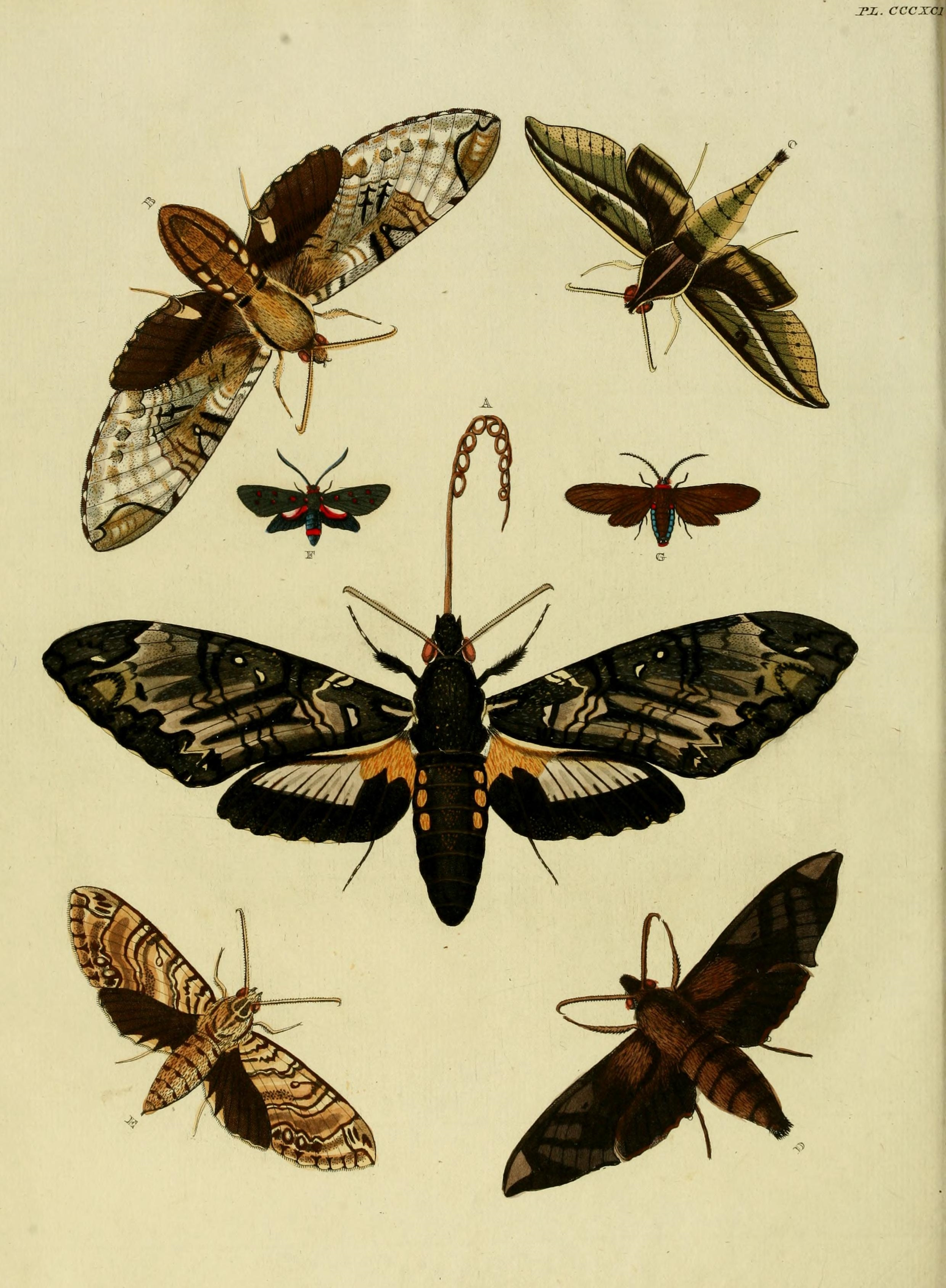
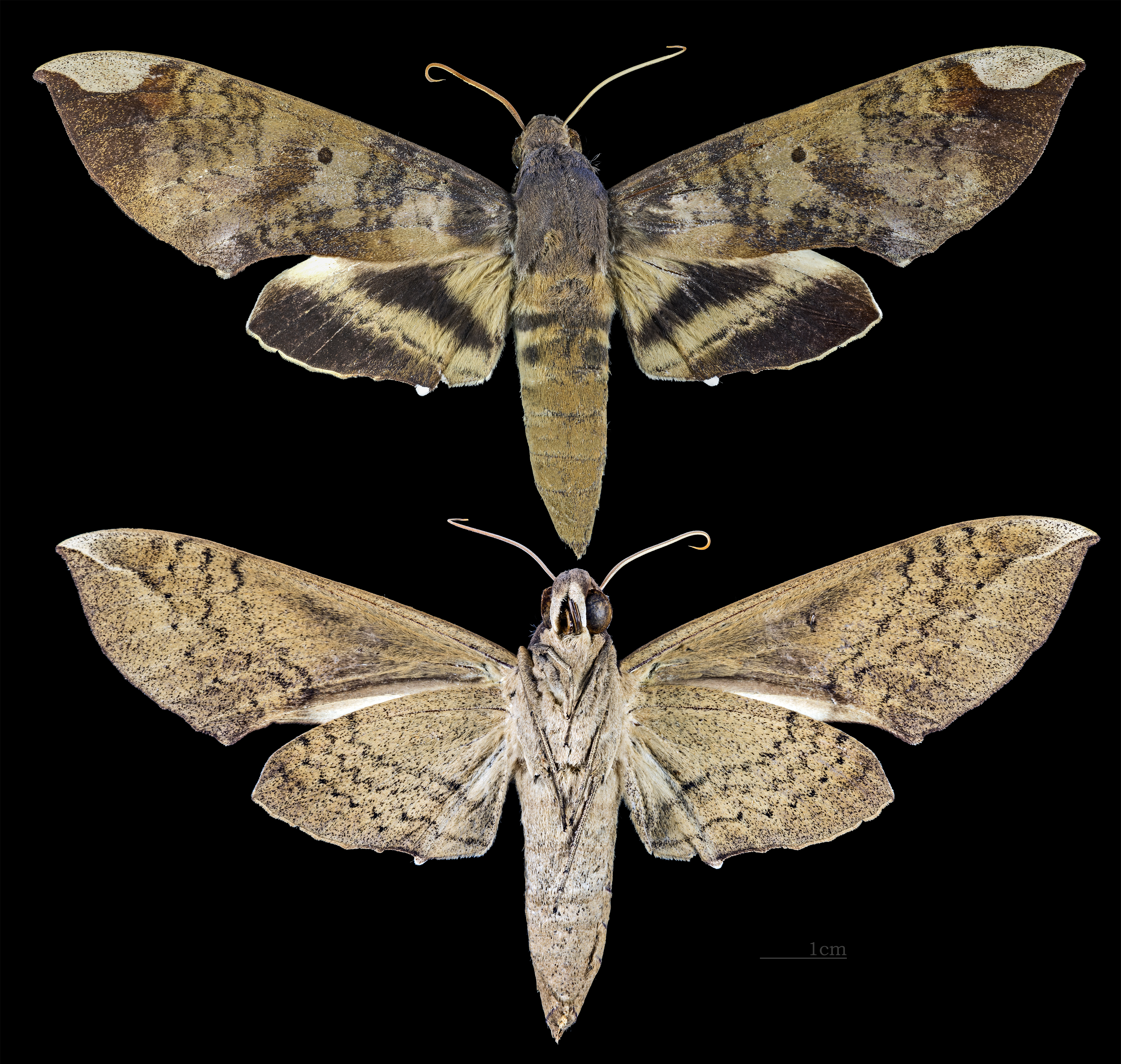